# ألبرت برنس
ألبرت برنس هو سياسي كندي، ولد في 17 نوفمبر 1825 في المملكة المتحدة، وتوفي في 18 يوليو 1875 في كندا. حزبياً، نشط في الحزب الليبرالي في أونتاريو ‏. وقد انتخب عضو برلمان مقاطعة أونتاريو.